# Eldoradio (Luxemburg)
Eldoradio ist ein privater Radiosender in luxemburgischer Sprache mit Sitz in Luxemburg-Kirchberg.
Das Hitradio wurde gleich nach der Liberalisierung des Rundfunks gegründet und ging am 1. Oktober 1992 auf Sendung. Die Marke Eldoradio gehört Luxradio S.à.r.l, an der auch die CLT-UFA s. a. beteiligt ist.
Der Sender spielt ein modernes Musikprogramm, bestehend aus Popmusik und Hits, das sich an die Zielgruppe der Hörer von 15 bis 39 Jahren richtet. Das Musikprogramm wird ergänzt durch Nachrichten, themenorientierte Reportagen und Verkehrsmeldungen für Luxembourg.

## Empfang
Zu empfangen ist der Sender über UKW auf mehreren Frequenzen im Großherzogtum Luxemburg und der näheren Umgebung, sowie per Livestream (Webradio) weltweit in Ton und Visual-Radio 'Eldo-TV' mit Bild.
| Frequenz   | Senderstandort                                              | Sendeleistung | RDS-Kennung (PI)                                               |
| ---------- | ----------------------------------------------------------- | ------------- | -------------------------------------------------------------- |
| 95,0 MHz.  | Roost                                                       | 2000 W        | E_L_D_O_ LUXEM-__ BOURG'S_ HITRADIO 105.0_FM 107.2_FM _95.0_FM |
| 95,0 MHz.  | Echternach (Ierelchen)                                      | 100 W         | E_L_D_O_ LUXEM-__ BOURG'S_ HITRADIO 105.0_FM 107.2_FM _95.0_FM |
| 95,0 MHz.  | Junglinster                                                 | 200 W         | E_L_D_O_ LUXEM-__ BOURG'S_ HITRADIO 105.0_FM 107.2_FM _95.0_FM |
| 105,0 MHz  | Hosingen                                                    | 100 W         | E_L_D_O_ LUXEM-__ BOURG'S_ HITRADIO 105.0_FM 107.2_FM _95.0_FM |
| 105,0 MHz  | Luxembourg-Kirchberg (Europazentrum Tour Alcide de Gasperi) | 500 W         | E_L_D_O_ LUXEM-__ BOURG'S_ HITRADIO 105.0_FM 107.2_FM _95.0_FM |
| 107,2 MHz. | Ettelbrück (Post)                                           | 100 W         | E_L_D_O_ LUXEM-__ BOURG'S_ HITRADIO 105.0_FM 107.2_FM _95.0_FM |
| 107,2 MHz. | Esch-Belvaux (Paquetbierg)                                  | 100 W         | E_L_D_O_ LUXEM-__ BOURG'S_ HITRADIO 105.0_FM 107.2_FM _95.0_FM |
| 107,2 MHz. | Grevenmacher (Potaschbierg)                                 | 100 W         | E_L_D_O_ LUXEM-__ BOURG'S_ HITRADIO 105.0_FM 107.2_FM _95.0_FM |

Neben der Verbreitung des Programms in allen großen Luxemburger Kabelnetzen (Siemens, Eltrona, Coditel und anderen) ist das Programm als Live-Stream im Internet verfügbar.
Ausschließlich per Stream werden neben dem über UKW verbreiteten Hauptprogramm sechs weitere Spartensender betrieben: Alternative, Chill, 80's, 90's, Top25 und 30 Joer Chartbreaker.

## Programmschema
Montag – Freitag
05:00–09:50 Morningshow
09:50–14:50 Gudde Moien Mëtteg
14:50–18:50 Labbere Feierowend

Samstag
06:00–9:50 Morningshow
09:50–12:50 " Samschdeg-Moies
12:50–17:00 Chartbreaker Top-50-Charts zusammengestellt von den Hörern via Internet 
17:00–20:00 Samschdes-Owes
20:00-23h00 Se7en till Eleven DJ Show

Sonntag, Feiertag
09:00–12:00 Sonndeg-Moien
12:00–15:00 Airplay-Charts Meistgespielte Titel der Woche
15:00–19:00 Sonndeg-Owend
19:00–20:00  Dezibel, d`Museks-Szen zu Letzebuerg
Nachrichten werden in der Regel während der Live-Sendezeit 10 Minuten vor und 20 Minuten nach einer vollen Stunde ausgestrahlt.